# Микве-Исраэль
Микве́-Исраэ́ль (ивр. מִקְוֵה יִשְׂרָאֵל‎ — «Надежда Израиля» (Иер. 14:8; Иер. 17:13), англ. Mikveh Israel) — старейшее еврейское сельскохозяйственное поселение нового времени в Эрец-Исраэль и сельскохозяйственная школа, основанные в 1870 году. Школа и деревня расположены к востоку от Тель-Авива-Яффо по обе стороны от шоссе 44 (Израиль) и граничат с Холоном. В школе учатся более 1500 студентов (2009 год).

## История

### 1870—1913 годы
В 1866 году рав Цви-Гирш Калишер, разработавший план возвращения в Сион, обратился к членам основанной в Париже организации «Альянс» c рекомендацией основать сельскохозяйственную школу в Эрец-Исраэль. Один из лидеров «Альянса» Яаков (Шарль) Неттер заинтересовался этой идеей и предложил создать агентство для помощи палестинским евреям и евреям-репатриантам. Организация направила его в Палестину, чтобы проверить возможность создания там земледелия. После поездки Неттер сумел убедить членов «Альянса» в том, что идея покупки земель и создания еврейского сельского хозяйства в Эрец-Исраэль осуществима. Основатель «Альянса» Адольф Кремьё и другие члены организации одобрили предложение Неттера.
Получив от турецких властей фирман на приобретение 2600 дунамов земли и заручившись услугами агронома из Франции, Неттер приехал в Палестину. Здесь он контролировал строительство здания школы и занимался набором учеников. В первое время он жил в пещере, расположенной на территории будущего поселения, и в ней же давал уроки первому ученику. Школа открылась в 1870 году, в ней училось тогда 11 учеников, её первым директором был Яаков Неттер.
В 1873 году Неттер уехал во Францию лечиться. Его преемники в руководстве школы не рассматривали развитие земледелия в Эрец-Исраэль как основную задачу. Преподавание велось на французском языке и по окончании учёбы многие ученики уезжали за границу. Тем не менее, примерно до 1882 года Микве-Исраэль оставалось единственным еврейским сельскохозяйственным поселением Палестины того времени. Положение изменилось с началом Первой алии, когда группа билуйцев прибыла в Палестину и, работая в Микве-Исраэль, получила сельскохозяйственную подготовку. Некоторые из них вскоре основали Гедеру, другие присоединились к первопоселенцам в Реховоте, Мазкерет-Батье и других поселениях.
С 1891 по 1903 годы директором Микве-Исраэль был агроном Йосеф Нейго. За эти годы он превратил эту территорию в цветущую ферму. Были построены новые классы для учеников, административное здание и синагога. Нейго основал винодельню, коровники и конюшни, химические лаборатории, курятники. Под его руководством были расширены сады, огороды и виноградники, посажены новые сорта фруктовых деревьев. В 1898 году у входа в Микве- Исраэль состоялась встреча Теодора Герцля с германским кайзером Вильгельмом II. Йосеф Нейго присутствовал на встрече, а учителя и ученики школы приветствовали почётных гостей.
В последующий период до конца 1913 года школа Микве-Исраэль испытывала финансовые трудности, число учеников сократилось и преподавание по-прежнему велось на иностранном языке.

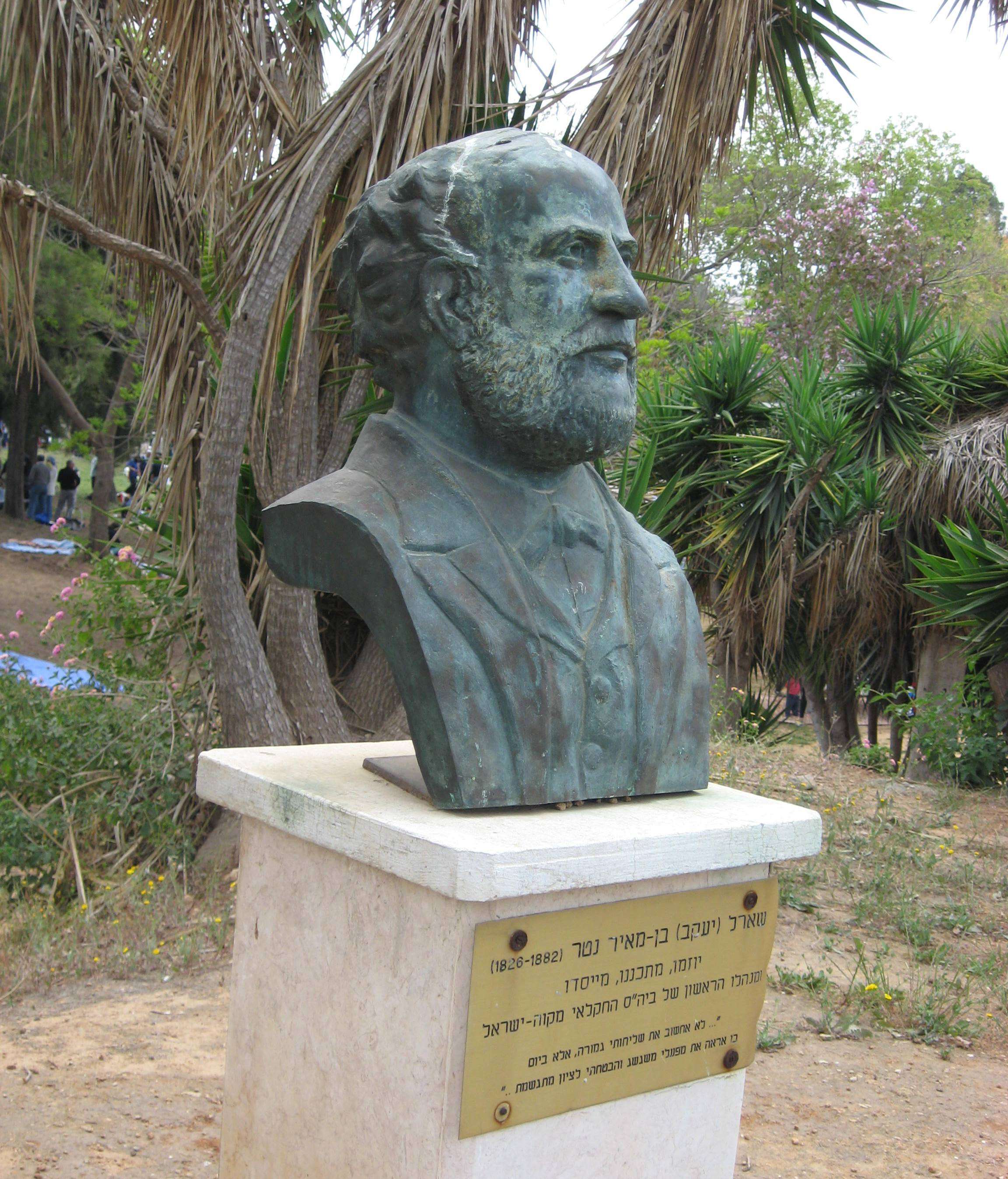
Яаков (Шарль) Неттер
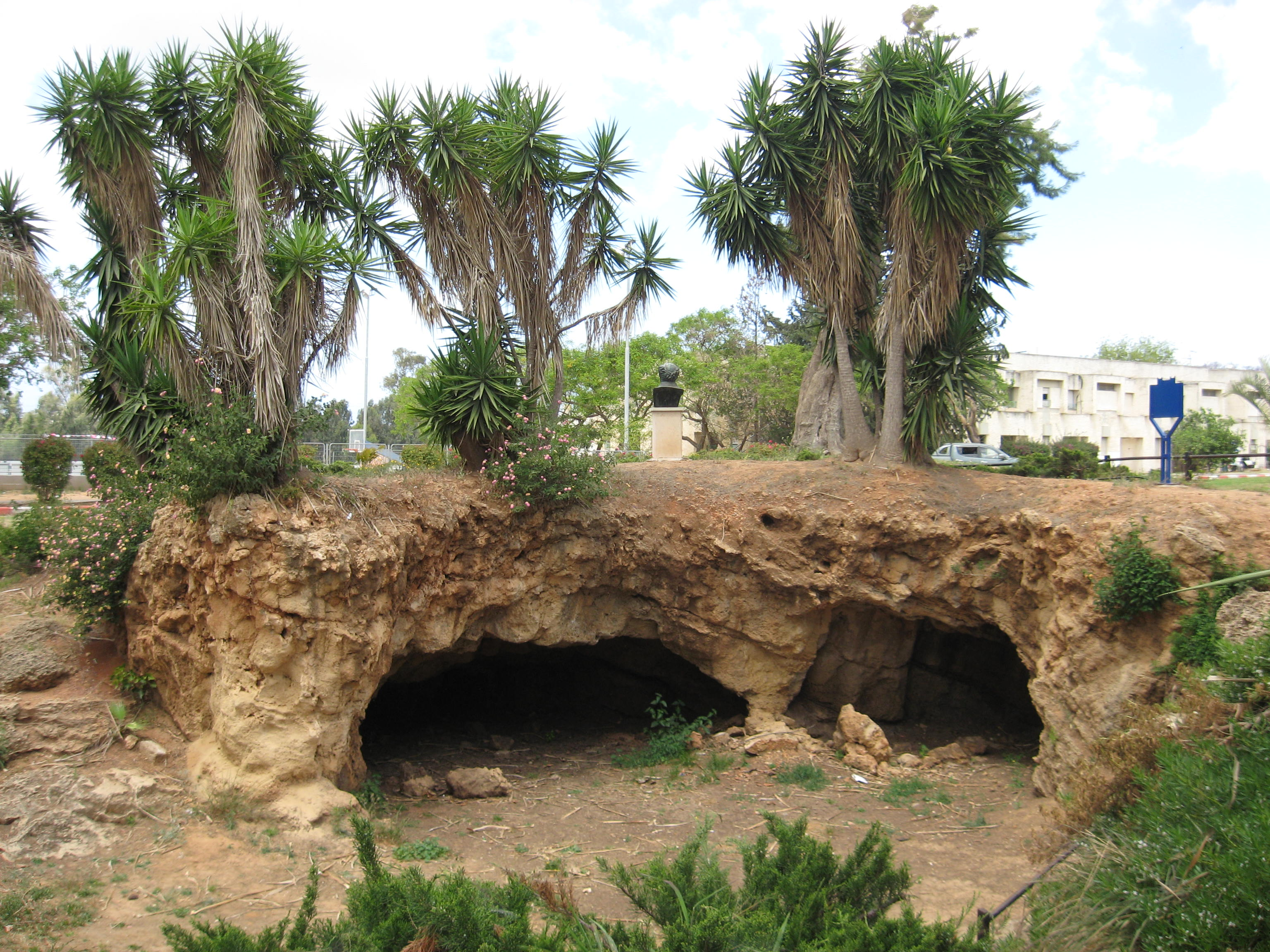
Пещера Неттера
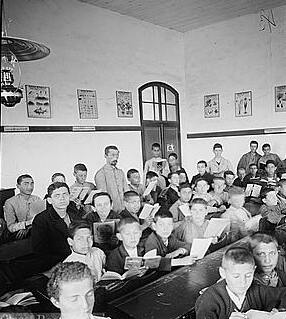
Классы в Микве-Исраэль
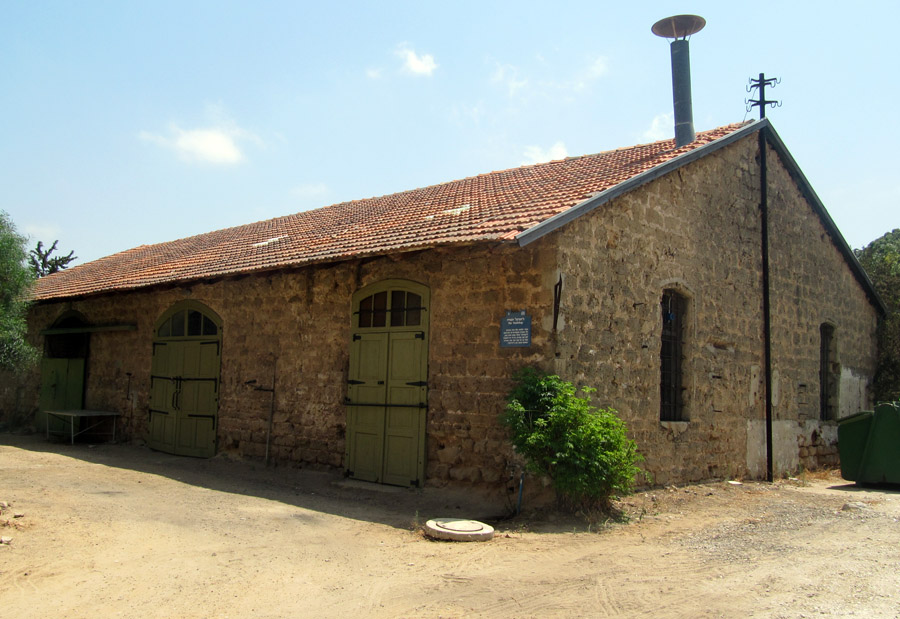
«Механика» - мастерские; построены при Яакове Неттере
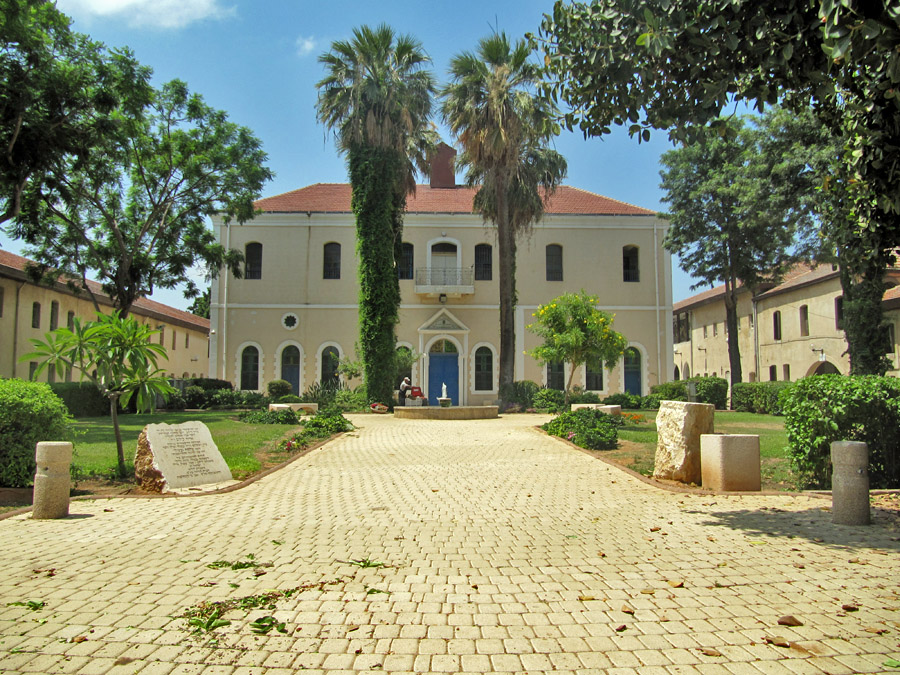
Синагога; спроектирована при Неттере, возведена в 1894-95
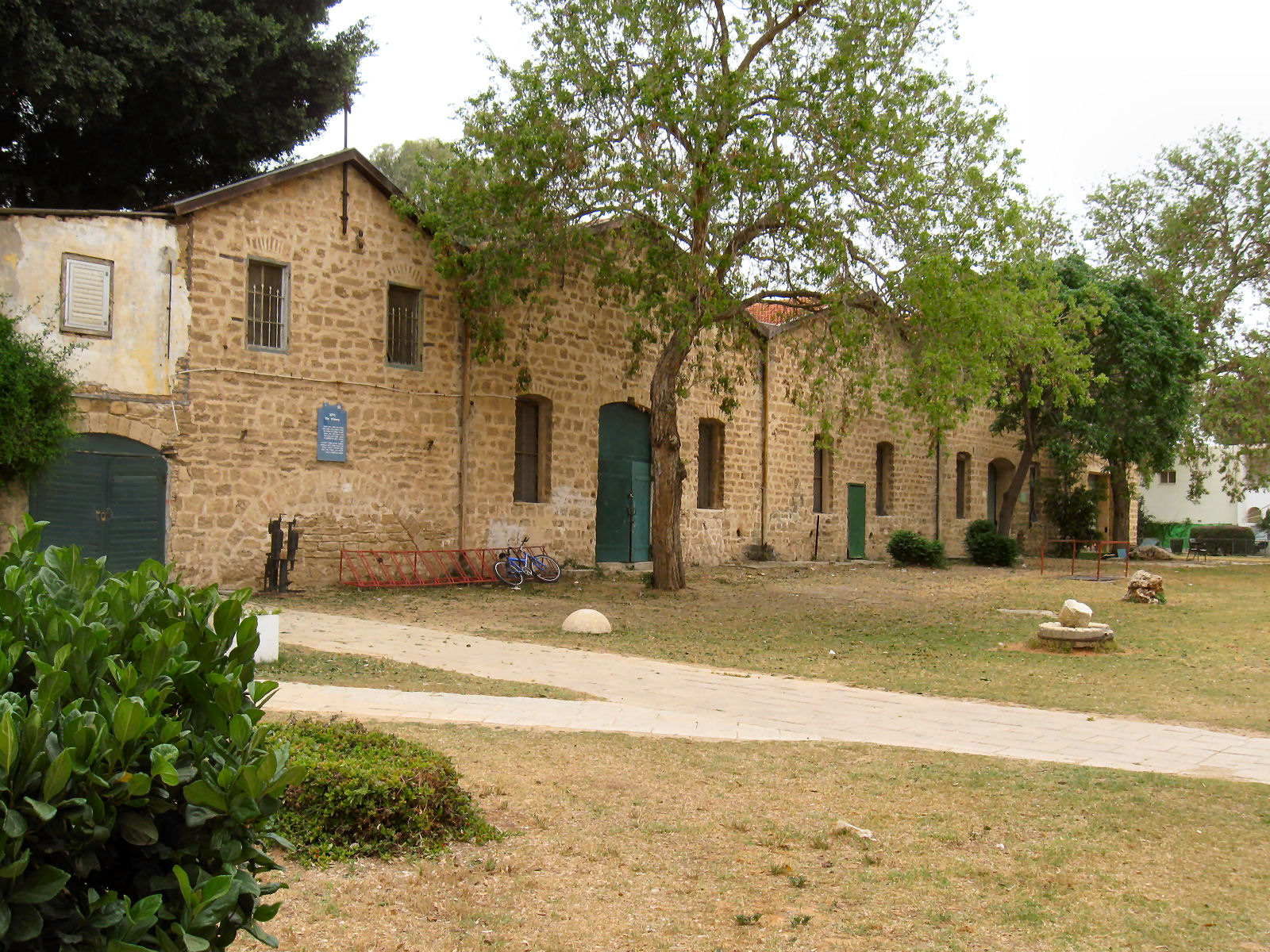
Винодельня; построена при директоре Йосефе Нейго

### 1914—1948 годы
Когда в конце 1913 года освободилась должность директора школы, представители еврейских поселений предложили кандидатуру Элиягу Краузе, получившего агрономическое образование в Микве-Исраэль и в Париже. Эту кандидатуру поддержал барон Эдмон де Ротшильд, который объявил о своём видении задач школы следующими словами: «… я хочу, чтобы они были направлены на благо жителей поселений, которые нашли бы в ней сельскохозяйственное образование и хорошее воспитание и не покидали бы Земли Израиля». Под руководством Краузе идеи барона Ротшильда начали осуществляться на практике. Основным языком преподавания становится иврит, вводятся изменения в составе преподавателей, учениками школы становятся многие будущие жители еврейских поселений.
С началом Первой мировой войны союз Альянс сообщил школе, что он прекращает финансирование Микве-Исраэль, так как Турция стала противником Франции. Школе предлагалось оставить минимальное число учеников и работников. В свою очередь Турция воздержалась от закрытия школы и высылки Краузе из Палестины ввиду активного участия директора и учеников школы в борьбе с нашествием саранчи. В 1918 году Краузе при поддержке барона Ротшильда вновь открыл двери школы, приняв в первую очередь детей-сирот ишува, родители которых погибли во время войны.
Школы-интернаты Израиля также называют молодёжными деревнями. Согласно Министерству образования первая молодёжная деревня будущего государства была основана в Микве-Исраэль. Когда, начиная с 1933 года, организация Алия молодёжная занялась спасением детей и молодёжи от нацистов, посёлок и школа Микве-Исраэль были среди тех немногих учреждений, которые могли принять группы молодёжи из-за границы. На территории посёлка размещались колодцы, столовая, общественные здания и жилые помещения для учеников и учителей, и он был среди первых, кто приступил к абсорбции молодёжной алии. В Микве-Исраэль соблюдалась святость Шаббата, его кухня была кошерной, что позволило в 1938—1939 гг. открыть отделение школы для религиозной молодёжи, которая прибывала в основном из Германии и Австрии.
В период Второй мировой войны отделения организации Альянс были отрезаны от её главного управления в оккупированном Париже, а, начиная с ноября 1942 года, вся Франция контролировалась нацистской Германией. Нацисты конфисковали из библиотек Альянса 60 000 книг, с 1942 года началась массовая депортация евреев в лагеря. При таких обстоятельствах Альянс не был в состоянии поддерживать школу, и Краузе вынужден был искать другие финансовые источники. В 1942 году в школе училось 275 учеников.
Расположенный на дороге из Тель-Авива в Иерусалим посёлок Микве-Исраэль во многом способствовал обороне ишува до и во время Войны за независимость Израиля. Многие ученики, учителя и другие жители посёлка добровольно вступили в организацию Хагана. Хагана использовала это место для военной подготовки и имела там тайники с оружием. Более 200 выпускников Микве-Исраэль и сотрудников школы погибли при защите страны.
Учителем школы и её техническим руководителем был Давид Лейбович, также известный как один из основателей подпольной военной промышленности ишува. В мастерской школы он вместе со своими учениками ремонтировал и изготовлял сельскохозяйственные машины и оружие для Хаганы. Самым известным изобретением Лейбовича стал миномёт Давидка, использованный при атаке на Абу-Кабир и позднее в боях ЦАХАЛа за Иерусалим и Цфат.

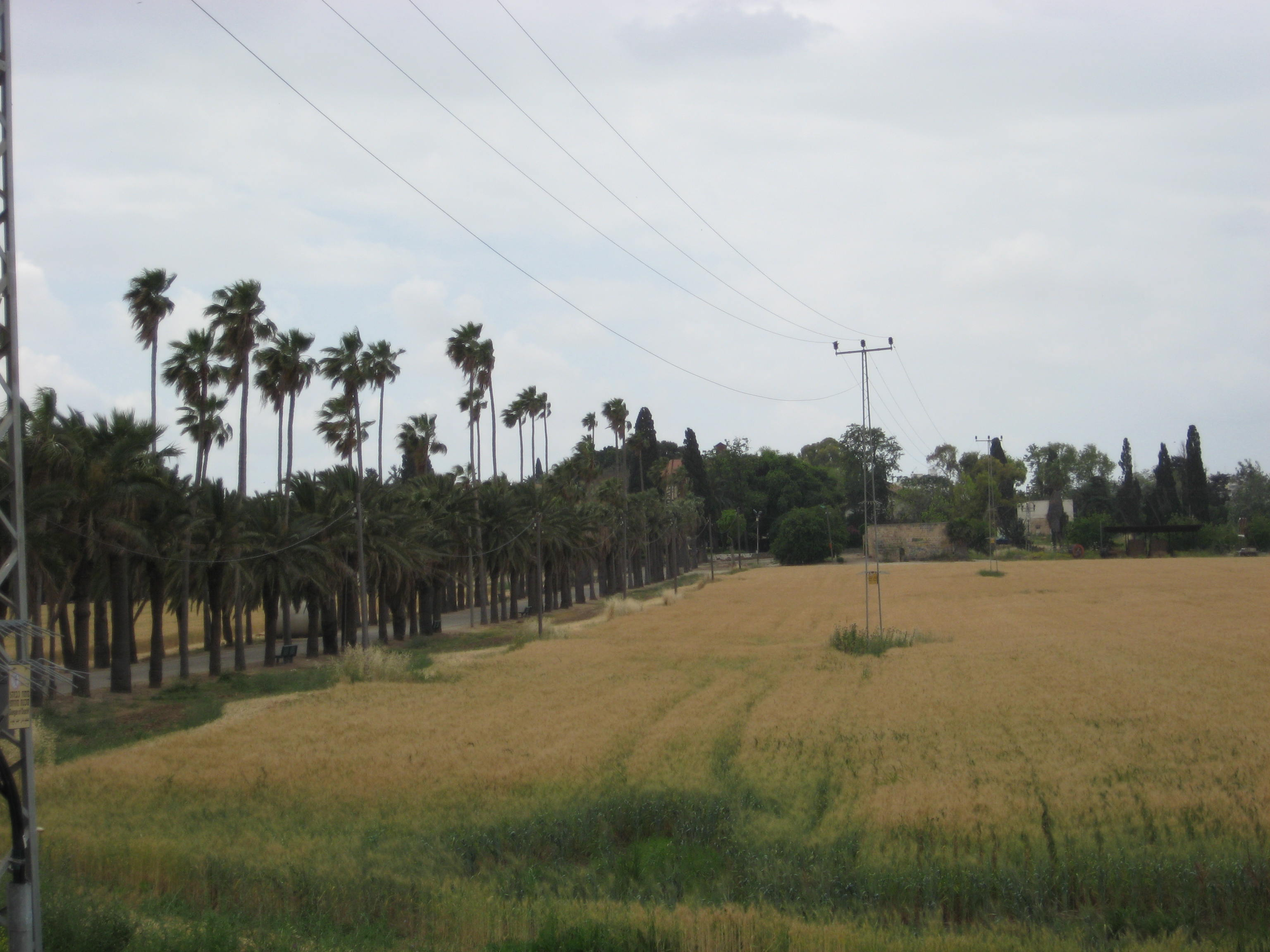
Злаковые поля
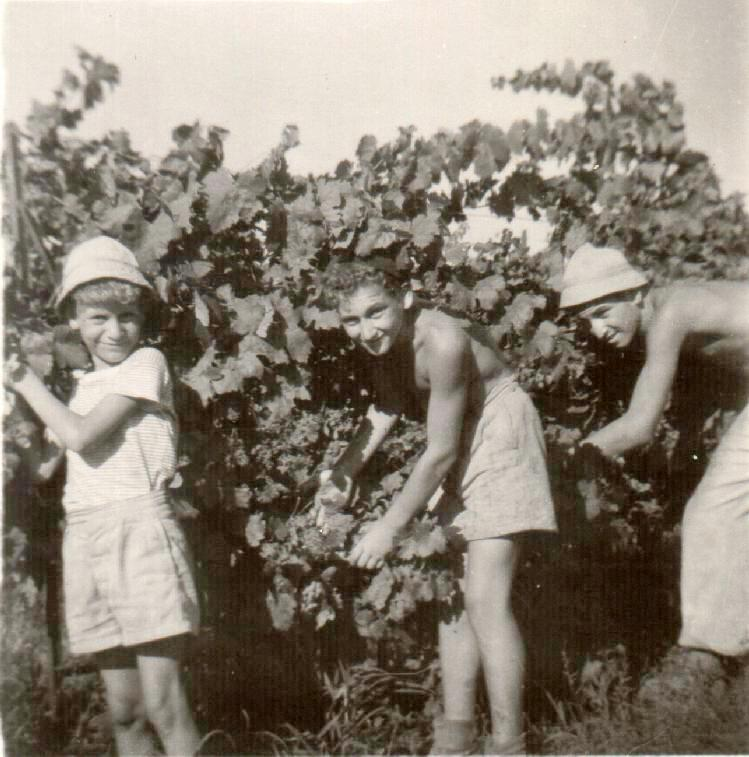
Сбор винограда
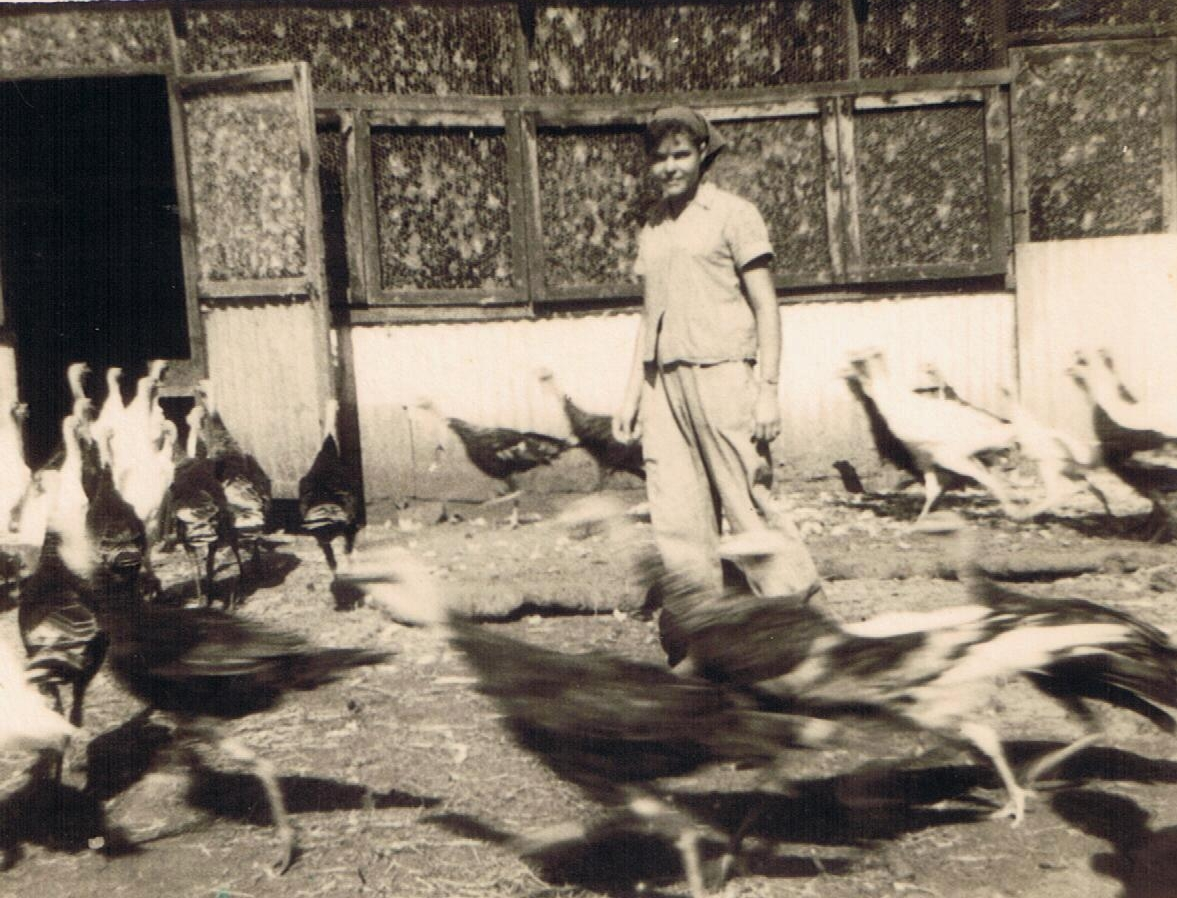
Работа в индюшатнике
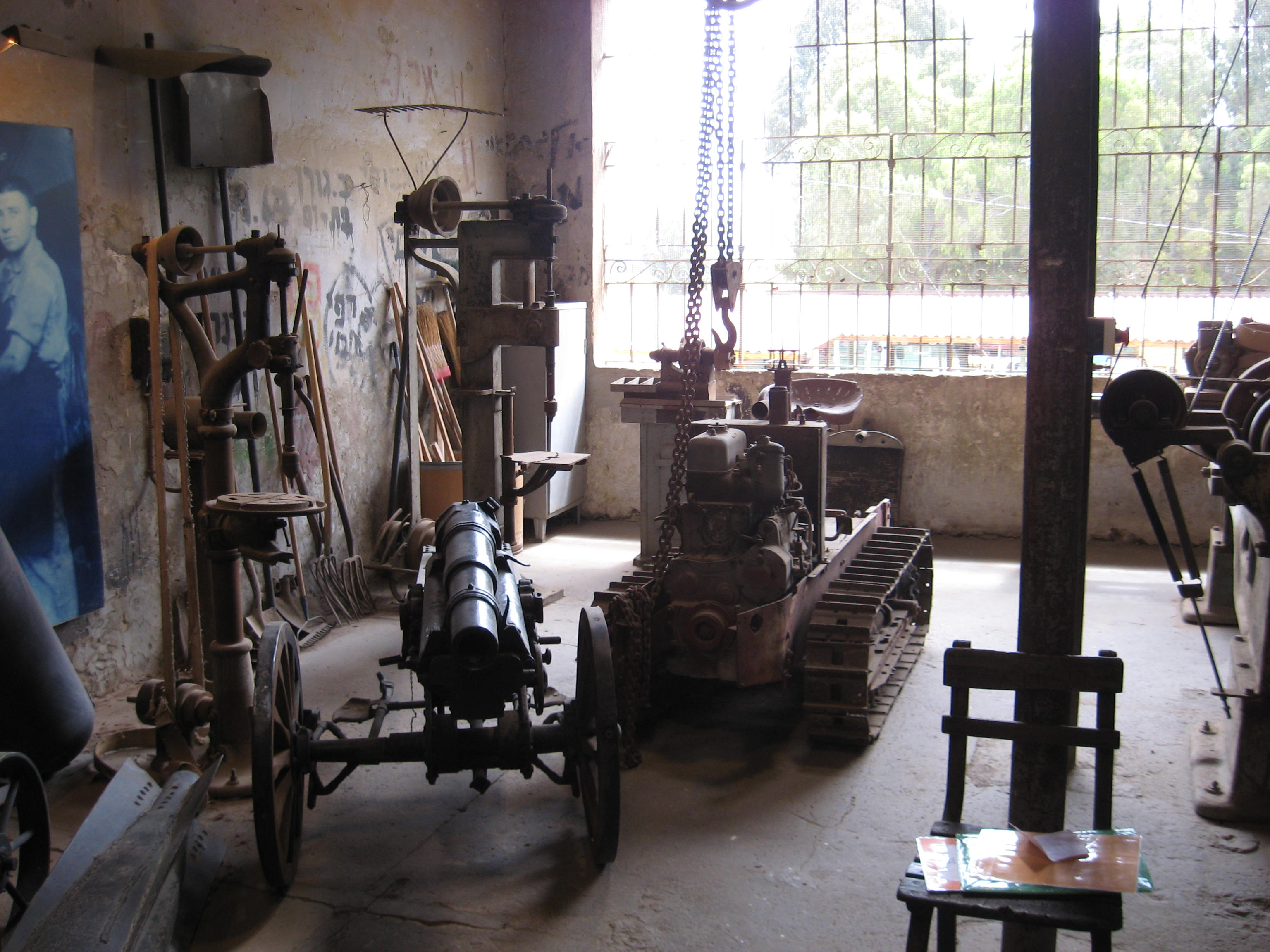
Мечи и орала (Мих. 4:3)
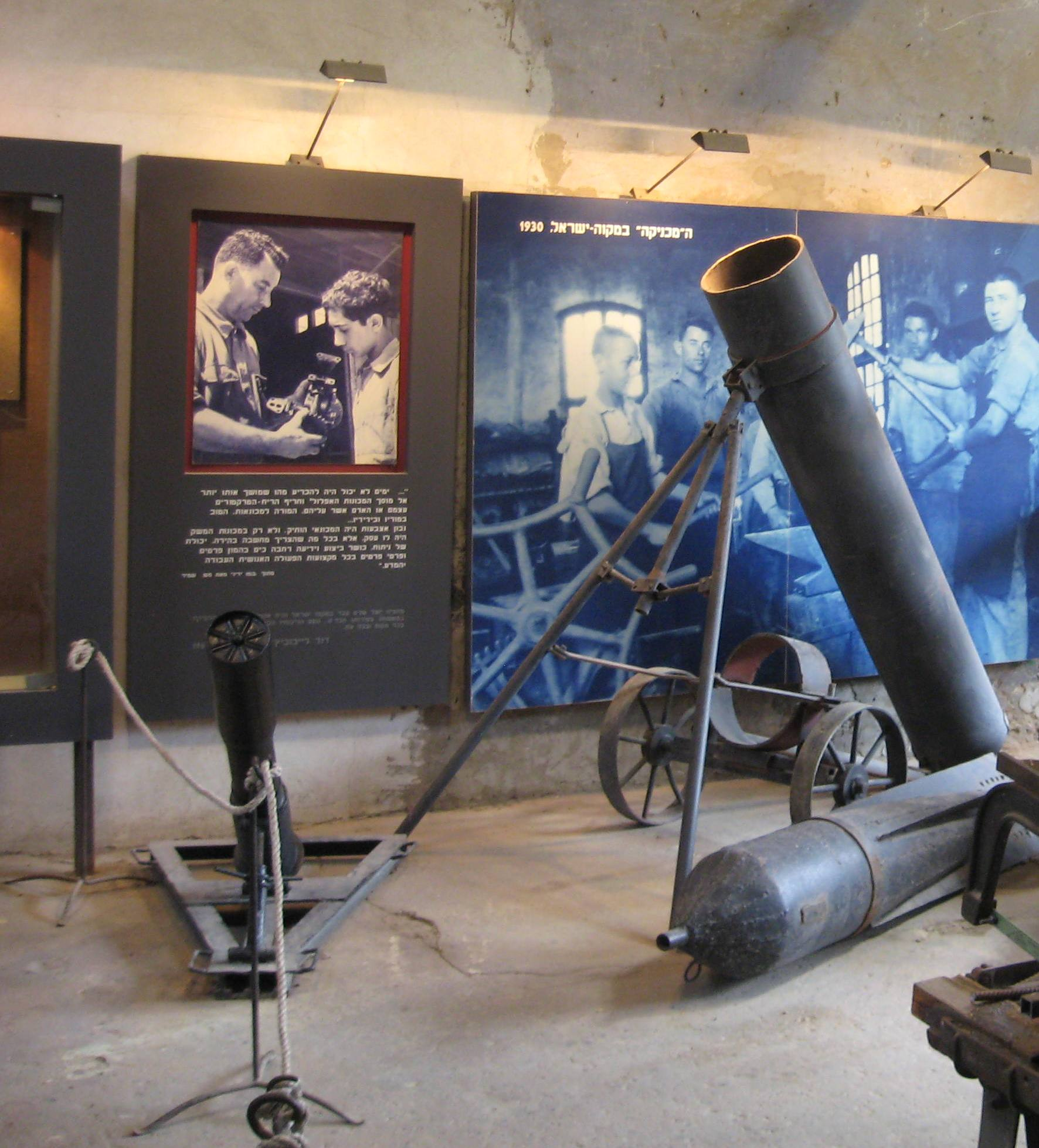
Большая и маленькая «Давидки»
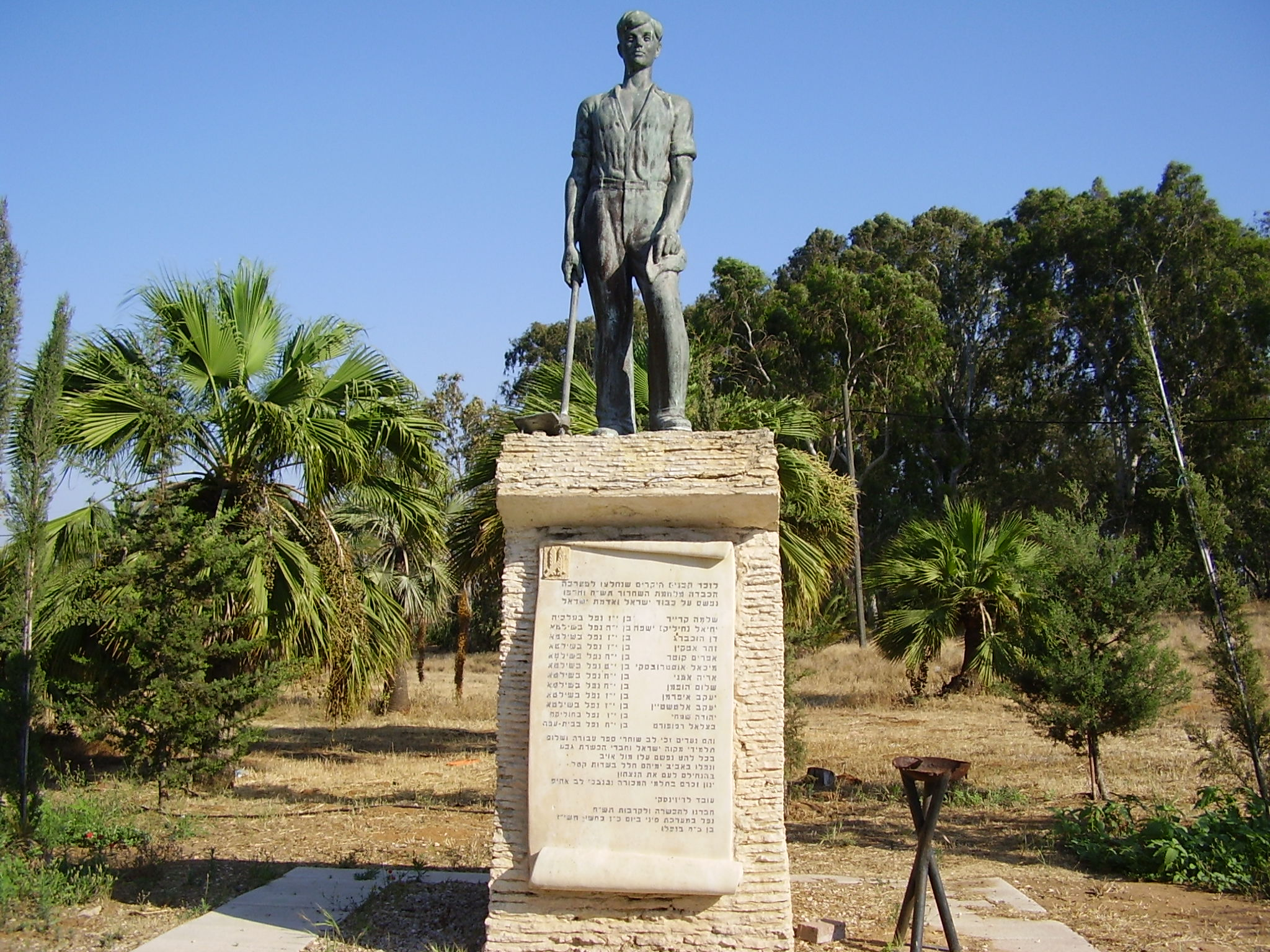
Память о погибших

### После 1948 года
После провозглашения Государства Израиль школы Альянса были включены в систему школьного образования государства. В мае 1949 года руководство Альянса сообщило, что языком преподавания в его школах в Израиле будет иврит, французский станет обязательным иностранным языком, Министерство образования будет курировать школы, а назначения учителей будут утверждаться как Альянсом, так и министерством.
20 сентября 1949 года было подписано соглашение о структуре Микве-Исраэль между представителями Альянса, школы и правительства Израиля. По соглашению учебное заведение оставалось собственностью Альянса, сохранялись название школы и название Альянса в Израиле («Кол Исраэль Хаверим»), а также учреждалась комиссия школы, одна половина членов которой избиралась правительством, а вторая — Альянсом. Бюджет школы обеспечивался правительством, Альянсом и другими учреждениями (Сохнутом,
организацией Алия молодёжная и другими).
В связи с ростом числа учеников в 1952 году Микве-Исраэль получила в аренду от правительства дополнительный участок земли размером в 839 дунама. Когда Элияху Краузе занял пост руководителя школы, в ней училось всего 100 учеников, с его выходом в отставку в 1954 году в школе уже насчитывалось 560 учеников. Вследствие большего числа учеников школа начала испытывать финансовые затруднения и преемнику Краузе пришлось заниматься решением этой проблемы. В 1956 году было достигнуто соглашение между Альянсом и Государством Израиль о создании ими компании «Микве Исраэль — Кол Исраэль Хаверим». Владельцами компании в равных долях стали Альянс и государство. Задачи компании — финансирование, управление и развитие школы Микве-Исраэль.
Вследствие наступления урбанизации, специально созданная комиссия Кнессета предложила узаконить существующее положение и границы Микве-Исраэль, и в 1976 году был принят закон, закрепивший статус Микве Исраэль как сельскохозяйственной школы и запретивший вносить изменения в установленное законом назначение земель школы.
В 2006-7 годах организациями Альянс и Фонд Раши было основано третье отделение учебного заведения Микве-Исраэль — израильско-французская школа. Если открытие второго отделения школы было продиктовано стремлением спасти еврейскую молодёжь накануне войны, то третье отделение создано в мирное время. В 2011 году Альянс, Фонд Раши и Израильский центр развития совершенства на основе образования при поддержке Министерства образования создали сеть школ «Дарка», которая наподобие школам ОРТ и Амаль не принадлежит государству (местной власти), а находится в частных руках. Все отделения школы Микве-Исраэль вошли в сеть «Дарка». В 2012 году Альянсом и Фондом Раши был разработан план реновации Микве-Исраэль, согласно которому будет создан современный кампус, рассчитанный на 1800 учеников, построен общий для всех школ (отделений) Центр развития совершенства и проведены реставрационные работы для сохранения наследства Микве-Исраэль для будущих поколений. В феврале 2013 года состоялась церемония закладки краеугольного камня в основание нового здания для религиозной школы. Предполагается, что 60 % затрат на строительство этого здания будет выделено из государственного бюджета и 40 % будут предоставлены Альянсом и Фондом Раши.
С 2009 года Микве-Исраэль позиционирует себя как школа «с изучением естественных наук, окружающей среды и биотехнологии в аспекте сельского хозяйства»; в её трёх отделениях учатся 1200—1500 учеников. Все три отделения школы — общеобразовательное, религиозное и израильско-французское — имеют интернаты, в которых живёт меньшая часть учеников. Остальные приезжают в школу утром, а к вечеру возвращаются домой. В школу принимаются выпускники 6-го и класса и выше и им предоставляется возможность получить среднее образование до призыва в армию. Согласно своему видению школа Микве-Исраэль развивает у учеников стремление к совершенству и воспитывает у них «такие ценности, как любовь к человеку, земле, природе и родине».

## Население
По данным Центрального статистического бюро Израиля, население на начало 2020 года составляло 374 человека.

## Оценка деятельности
Микве-Исраэль, являясь первым еврейским поселением нового времени в Палестине, внесло существенный вклад в абсорбцию репатриантов, обучение будущих поселенцев и организацию обороны ишува. Учебное заведение Микве-Исраэль воспитало тысячи молодых специалистов, которые присоединились ко многим сельскохозяйственным коллективам страны и применили свои знания и опыт на практике. Многие выпускники школы стали лауреатами премии Израиля и других премий. Уникальную роль этого поселения и его школы отметил Давид Бен-Гурион, ставший первым премьер-министром Израиля: «Без создания Микве-Исраэль, вряд ли возникло бы Государство Израиль. Все началось с него, а мы лишь дополнили это начинание политическими и национальными элементами».

## Памятники на территории посёлка
В Микве-Исраэль расположены многие памятники, связанные с историей Эрец-Исраэль и Израиля. В то время как кампус школы рос и развивался, доступ посетителей к историческим памятникам всё более затруднялся. В результате было принято решение отделить туристический комплекс от учебных и жилых помещений и позволить широкой публике посещение памятников и достопримечательностей. На территории Микве-Исраэль находится Совет по сохранению исторических памятников в Израиле, открывший здесь Центр посетителей.

### Памятники и достопримечательности
- Синагога
- Исторические здания: «Механика», винодельня, дом Неттера, здание администрации и др.
- Скульптура, посвящённая встрече Теодора Герцля с кайзером Вильгельмом II
- Могила Яакова Неттера
- Ботанический сад (более 1500 видов растений)
- Бенгальский фикус, привезённый из Индии в 1888 году
- Центр посетителей

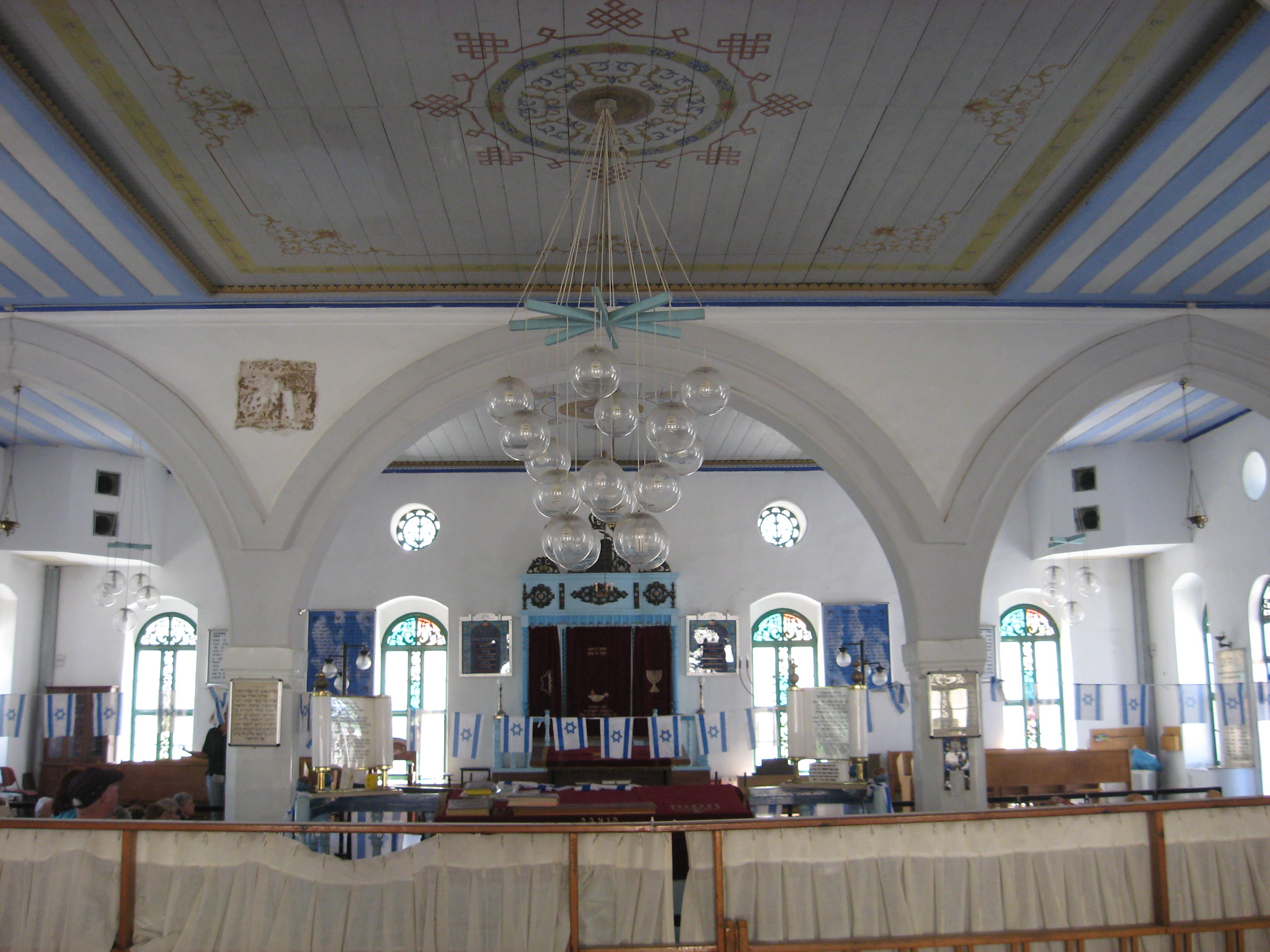
Интерьер синагоги
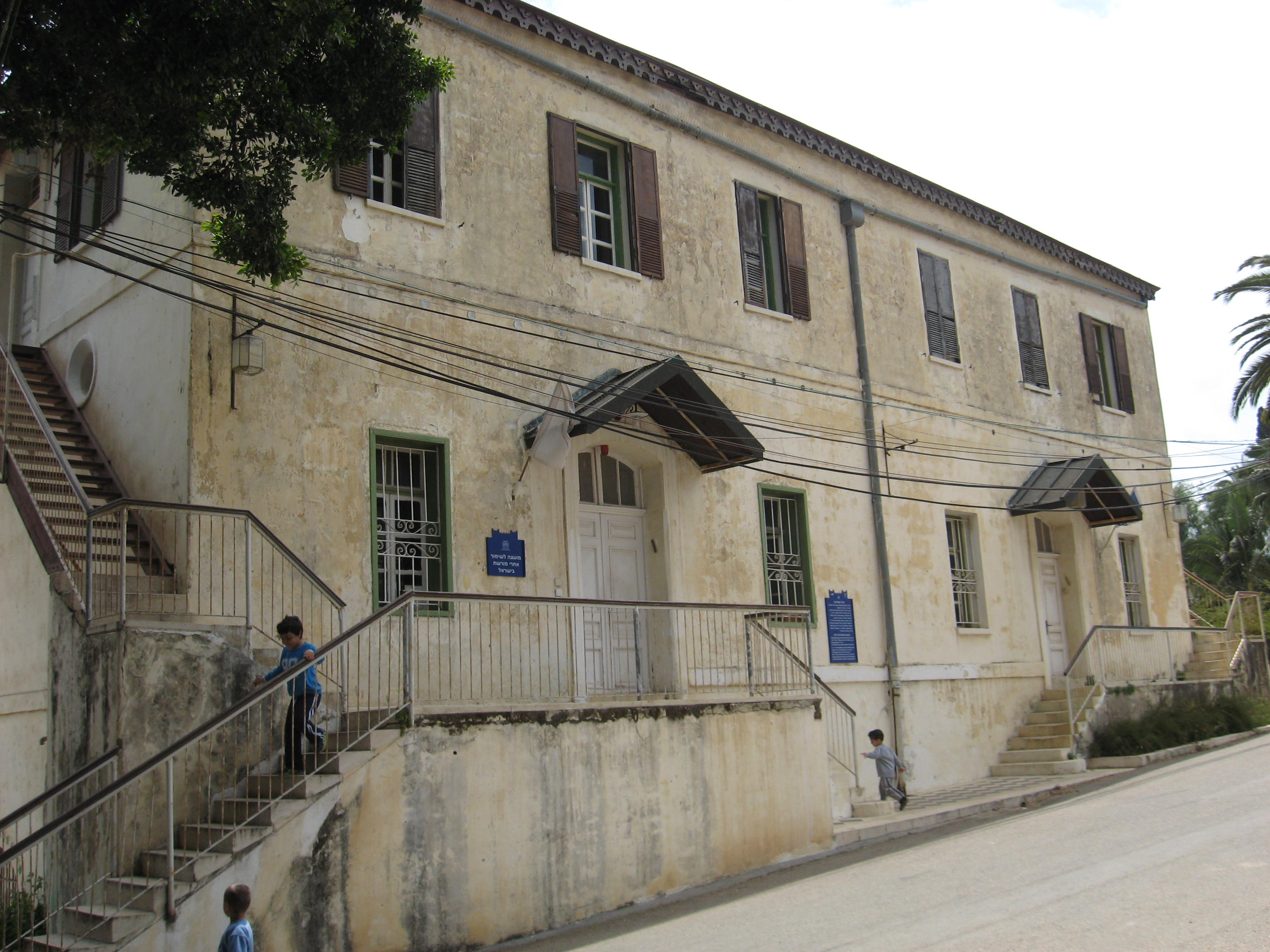
Совет по сохранению исторических памятников
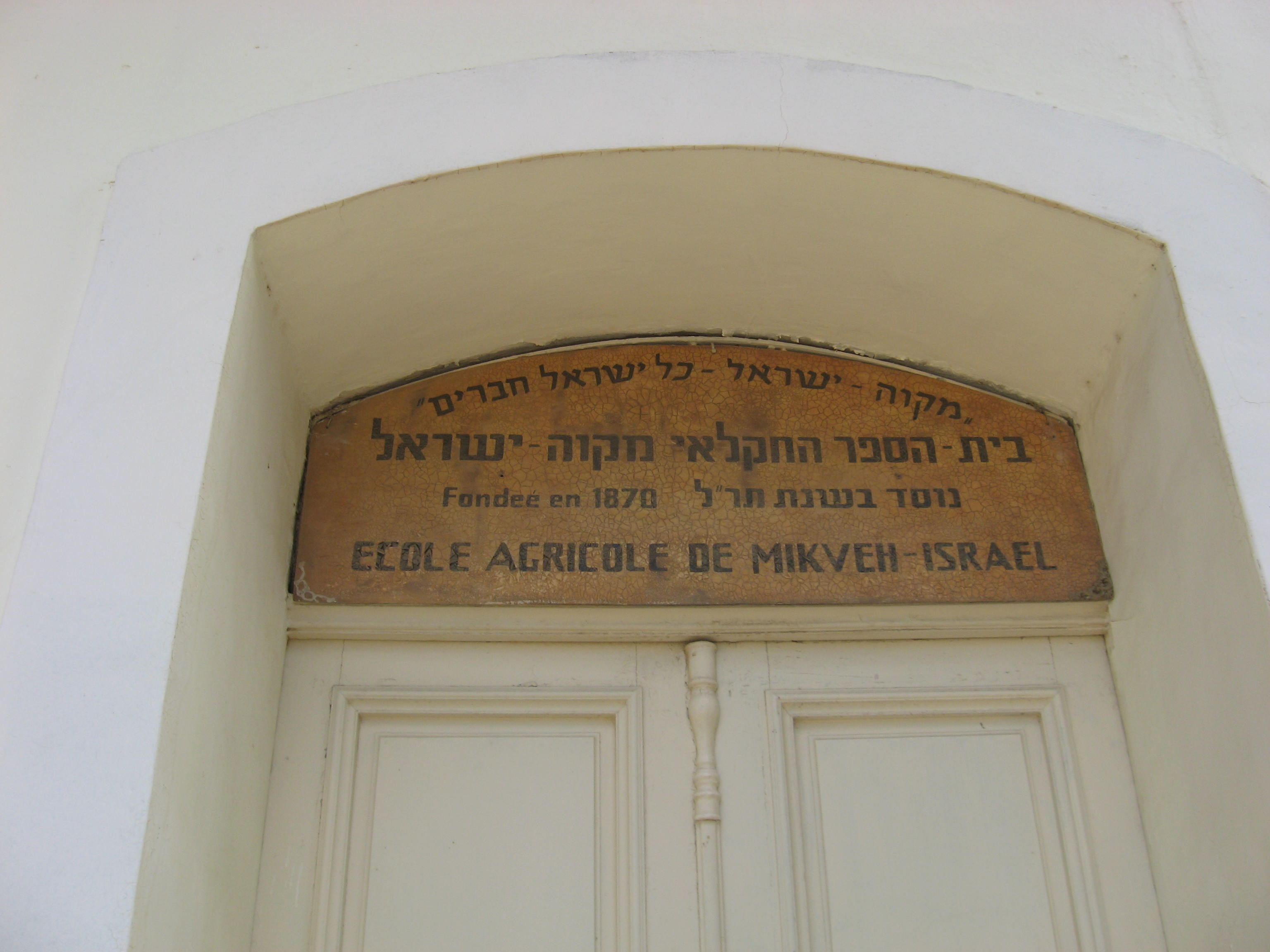
Надпись на здании администрации
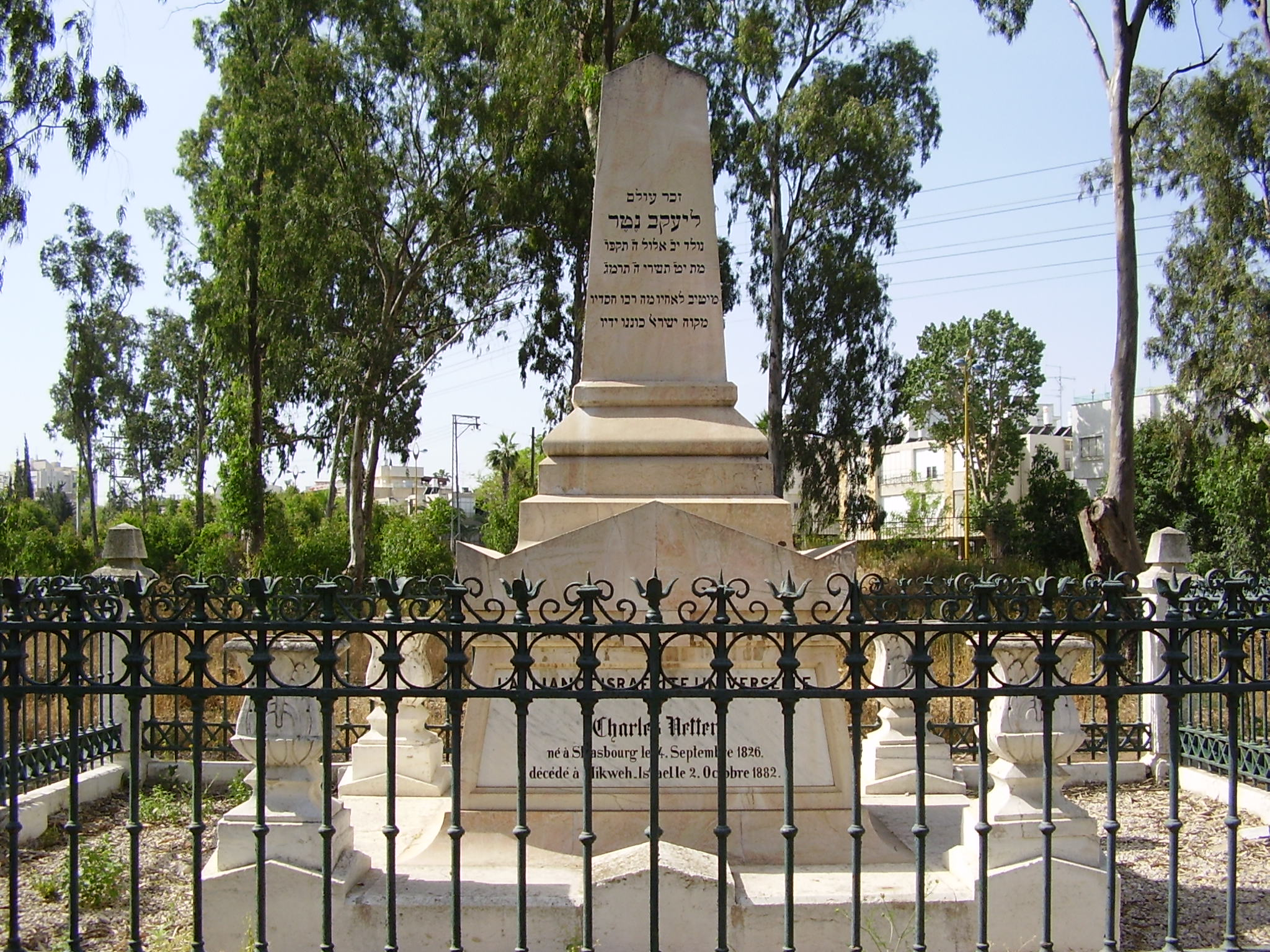
Могила Яакова Неттера
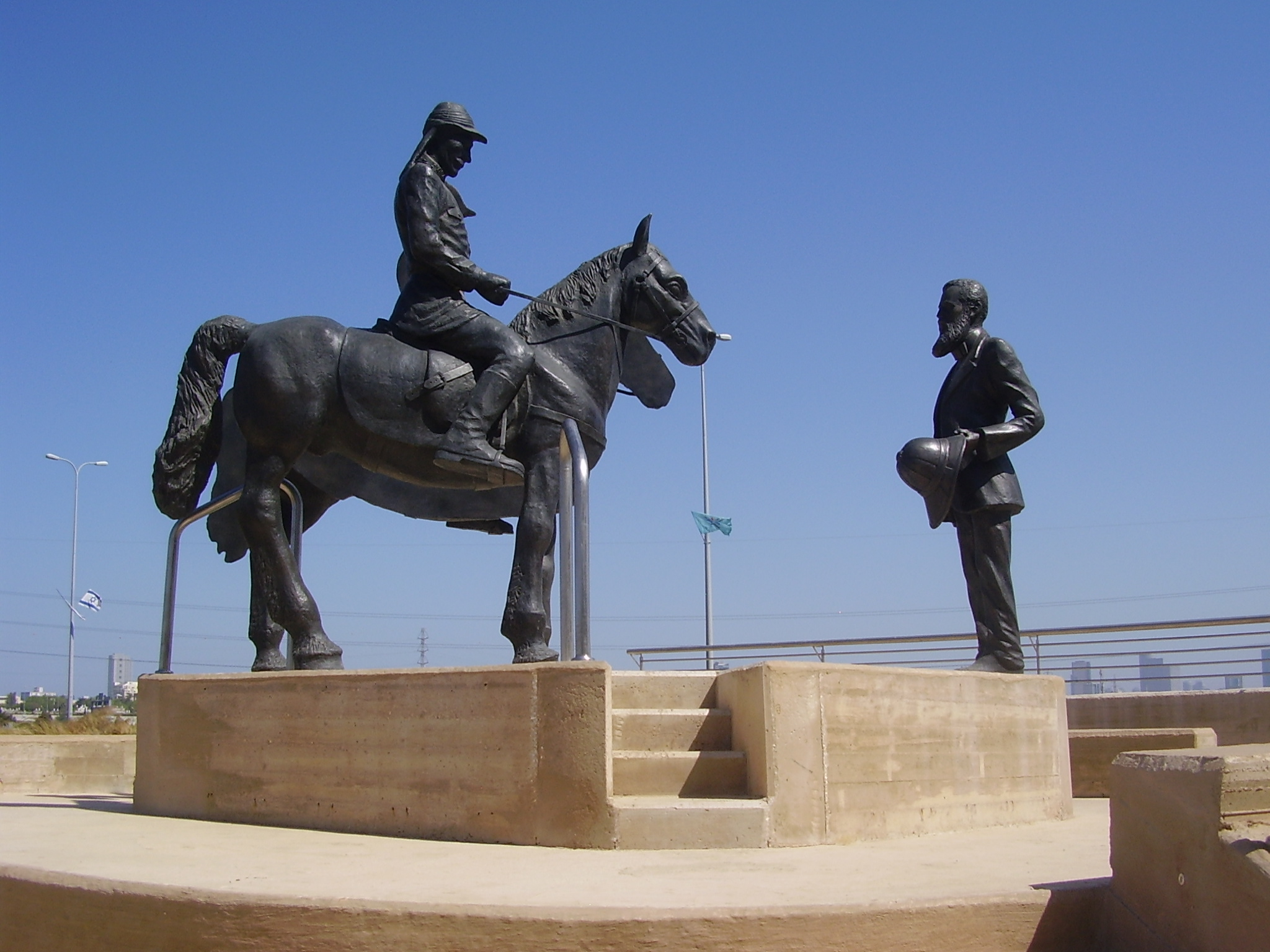
Скульптура - встреча Герцля с Вильгельмом II
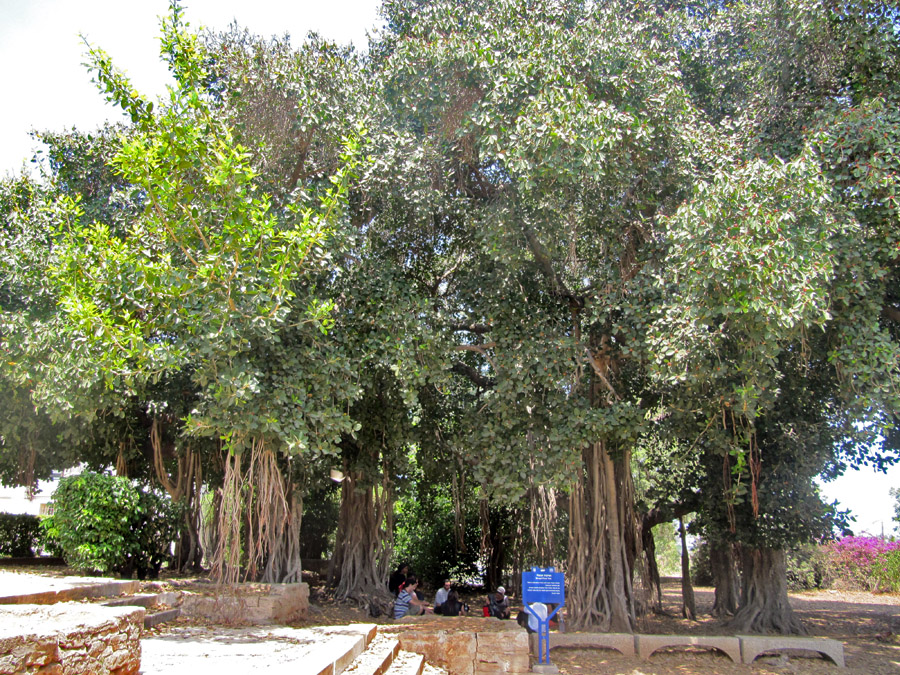
Бенгальский фикус

## Руководители школы
- Яаков (Шарль) Неттер (1870—1873)
- Ицхак Шамаш (1873—1877)
- Д-р Зеэв Вильгельм Герцберг (1877—1879)
- Шмуэль Гирш (1879—1891)
- Йосеф Нейго (1891—1903)
- Шмуэль Лупо (1903—1914)
- Элияху Краузе (1914—1954)
- Ашер Малкин (1954—1965)
- Д-р Гидеон Кац (1965—1997)
- Дов Инбар (1997—2006)
- Ронен Цафрир (2006—Наст вр.)

## Известные выпускники
- Элияху Краузе[ивр.] — израильский агроном, руководитель Микве-Исраэль в течение более 40 лет.
- Элиэзер Йоффе — теоретик и активист сельскохозяйственного поселенчества в Палестине.
- Цви Авидов[ивр.] — специалист по энтомологии, лауреат премии Израиля по агрономии и сельскому хозяйству.
- Нетанэль Хохберг[англ.] — израильский агроном, лауреат премии Израиля по агрономии и сельскому хозяйству.
- Исраэль Амир — 1-й главнокомандующий ВВС Израиля.
- Рафаэль Клячкин[ивр.] — израильский актёр.
- Цви Аялон — израильский военный деятель.
- Авраам Йоффе — израильский военный и политический деятель.
- Одед Бурла — израильский писатель.
- Иоханан Ахарони — израильский археолог и историко-географ.
- Матанья Абрамсон — израильский скульптор.
- Мордехай Пирон[англ.] — второй главный военный раввин Израиля.
- Хаим Бар-Лев — израильский военный и государственный деятель, восьмой начальник Генштаба ЦАХАЛа.
- Дан Цур — израильский ландшафтный архитектор, лауреат премии Израиля по архитектуре.
- Герцль Шапир[ивр.] — израильский военный деятель и седьмой генеральный инспектор полиции.
- Аарон Альмог[ивр.] — израильский поэт и драматург.
- Ури Мильштейн — израильский военный историк.